# Площадь Данте (Неаполь)

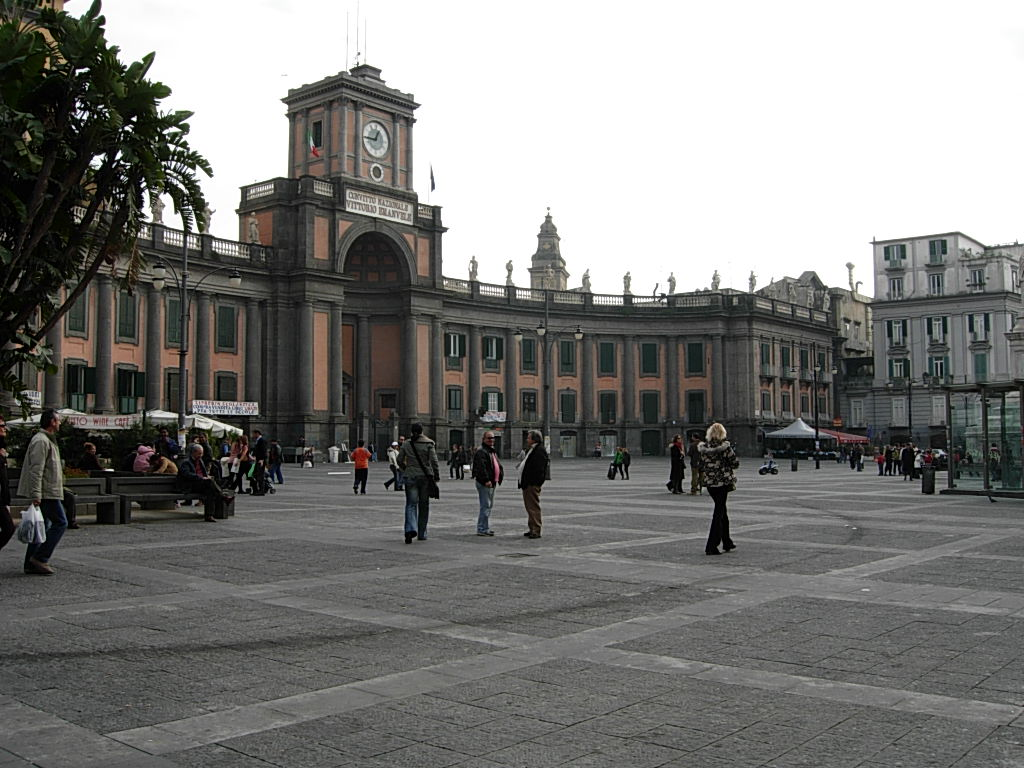

Площадь Данте (итал. Piazza Dante) — площадь в Неаполе, названная в честь знаменитого итальянского поэта Данте Алигьери. К площади Данте от Пьяццы-дель-Плебисчито ведёт виа Толедо, переходящая в виа Рома.

## История
В прошлом называвшаяся Меркатьелло по рынку, находившемуся здесь с XVI века, она была в 1757 году реконструирована по повелению Карла Бурбонского зодчим Луиджи Ванвителли. В честь объединения Италии она переименована в площадь Данте: великому национальному поэту установлен и памятник (Тито Анджелини, 1872 г.). Ванвителли спроектировал большую экседру (здание полуциркульной формы), которая включила в себя, с северной стороны, ворота Порта Альба (1625, позднее перестроены), а в центре — гигантскую нишу, предназначавшуюся для конного памятника Карлу, никогда, впрочем, не реализованному. Изогнутый фасад здания, где сейчас размещено учебное заведение, разделён на три яруса с колоннадами. Напротив — ансамбль монастыря и церковь Сан Доменико Сориано (сер. XVIII в.). В интерьере храма — прекрасные фрески на куполе кисти Маттиа Прети, главный алтарь из полихромных мраморов, картины Джероламо Импарато и Луки Джордано. В братских корпусах сейчас размещены различные учреждения. Рядом с монастырём — необыкновенно красивый Палаццо Руффо ди Баньяра (Карло Фонтана; 1660).
Рядом с площадью расположен ансамбль монастыря Санта Мария дель Караваджо, основанного в 1627 году отцами-пиаристами, вместе с церковной школой для детей бедняков («scuola pia», поэтому монахов этого Ордена называют scolopi). Монастырь в конце XVIII в. перестроил Джованни Баттиста Науклерио.